# Vittersbourg
Vittersbourg – miejscowość i gmina we Francji, w regionie Grand Est, w departamencie Mozela.
Według danych na rok 1990 gminę zamieszkiwało 296 osób, a gęstość zaludnienia wynosiła 42 osób/km² (wśród 2335 gmin Lotaryngii Vittersbourg plasuje się na 754. miejscu pod względem liczby ludności, natomiast pod względem powierzchni na miejscu 829.).